# Avenir (ferry)
L'Avenir est un ferry construit entre 1965 et 1967 par les Forges et Chantiers de la Méditerranée de La Seyne-sur-Mer pour la Compagnie de navigation mixte. Mis en service en avril 1967 sur les lignes entre la France, la Tunisie et les Baléares, il intègre en 1969 la flotte de la Compagnie générale transméditerranéenne, créée à la suite de la fusion de la Mixte et des services méditerranéens de la Compagnie générale transatlantique. Affecté jusqu'à fin 1975 entre la France, l'Algérie et la Tunisie, il est par la suite vendu en 1976 à la compagnie italienne Trans Tirreno Express qui le fait naviguer entre l'Italie et la Grèce sous le nom d‘Espresso Corinto. Immobilisé en 1981 en raison des difficultés financières de TTE, le navire reste désarmé durant près de trois ans avant d'être racheté par la société Marinvest Founds en 1984. Renommé Shahrazad (arabe : شهرزاد, Shhrzad), il est utilisé pour transporter des pèlerins musulmans en mer Rouge. Sa carrière s'achève le 21 septembre 1985 lorsqu'il fait naufrage au large de Jeddah après avoir été ravagé par un incendie.

## Histoire

### Origines et construction
Dès les années 1960, le modèle du car-ferry commence à se répandre en Méditerranée. La Compagnie générale transatlantique est la première à mettre en service un navire de ce type, il s'agit du Napoléon, mis en service entre le continent et la Corse en 1960. Rapidement, de plus en plus d'armateurs désirent doter leur flotte de car-ferries. La Compagnie de navigation mixte envisage alors la construction d'un navire de ce type afin de l'exploiter entre Marseille, la Tunisie et les Baléares.
L‘Avenir est commandé aux Forges et Chantiers de la Méditerranée le 22 février 1965. La mise sur cale a lieu le 4 novembre 1965 à La Seyne-sur-Mer et le navire est lancé le 21 juin 1966 à 11h30. L’Avenir est conçu dans le but d’être utilisé avec une grande souplesse d’exploitation. Ainsi, le navire est doté d’une grande capacité passagère en regard de ses dimensions, mais il possède en même temps le confort et les installations correspondant à un paquebot de croisière. Cette souplesse d’exploitation se traduit également dans l’aménagement du pont garage, facilement accessible au moyen de sept planchons avec pont-levis. Ce pont est également doté d’une cale à marchandises à manutention horizontale ; sous celle-ci, à l’avant, se trouve une autre cale accessible par un ascenseur. Les essais préliminaires sont effectués le 25 février et le 11 mars 1967 et les essais de recette le 16 et 17 mars suivants. L’Avenir est livré à la Mixte le 25 mars 1967.

### Service
Le 25 mars 1967, peu après sa livraison, l’Avenir, sous grand pavois, franchit pour la première fois la passe Sud du port de commerce de Marseille à 15h00. Il est ensuite amarré au poste 88 du môle J2, le long de la gare maritime de la Compagnie de navigation mixte. Le 11 avril, le navire est présenté officiellement ; il est par la suite ouvert au public qui peut le visiter. Le 14 avril, l’Avenir débute sa croisière inaugurale à destination des Baléares et Tunis avec 212 passagers à son bord. Le 18 avril, l’Avenir effectue son premier voyage commercial au départ de Marseille pour Tunis.
L‘Avenir est transféré le 1er juillet 1969 à la Compagnie générale transméditerranéenne, lors de la fusion de la Compagnie de navigation mixte et des services méditerranéens de la Compagnie générale transatlantique.
Le 28 juin 1970, entre Alger et Marseille, l’Avenir reçoit un message émanant du yacht suédois Zita qui se trouve en détresse dans le golfe du Lion. Le commandant Weber se porte immédiatement au secours de ce navire et une fois sur les lieux le prend en remorque car l’état de la mer ne permet pas le transbordement des 7 passagers.
Mais la remorque se casse et le commandant du Zita signale son intention d’abandonner son navire. Malgré l’état de la mer, le commandant Weber manœuvre aussitôt pour recueillir les passagers et le capitaine à bord de l’Avenir. Un lieutenant du bord est alors envoyé à bord du Zita afin de contrôler l’état du yacht. Etant donné le peu d’eau dans les fonds, l’officier propose de rester à bord si on le remorque jusqu’à Marseille ; trois matelots volontaires embarquent alors sur le Zita auquel on passe deux remorques. Le yacht est ainsi ramené à bon port, ce qui occasionne un retard à l’arrivée de 11h00 à l’Avenir.
Au début des années 1970, la CGTM fait le constat que le garage du navire n'est plus adapté aux lignes du Maghreb. 
Le 20 avril 1973, entre Tunis et Marseille, par vent de Nord-Ouest, deux plaisanciers suisses du voilier Tiger Rag en détresse sont repêchés.
Le 11 octobre, en raison de la guerre du Kippour qui vient d’éclater, l’Avenir, alors en escale à Tunis, est réquisitionné par le gouvernement français afin d’assurer le rapatriement de civils européens se trouvant en Égypte. L’Avenir appareille de La Goulette à 22h30 pour Sfax où il arrive à 12h40. Il quitte ce port le 13 à 0h35, escorté par La Galissonnière de la Marine nationale, pour le port d’Alexandrie, que le convoi atteint le 15 octobre à 10h50. Dans l’après-midi, l’Avenir quitte l’Égypte à destination de Marseille. Il assure le rapatriement de 830 civils européens (dont 290 français). Après une escale technique à Augusta en Sicile dans la journée du 17, l’Avenir arrive à destination le 19 octobre à 6h52.
L’Avenir effectue sa dernière arrivée à Marseille en octobre 1975 avant d’être désarmé et mis en vente.
Désarmé en novembre 1975, le navire est vendu en janvier 1976 à l'armateur sarde Trans Tirreno Express, et prend le nom de Espresso Corinto. Il est alors affecté entre l'Italie et la Grèce, jusqu'au 19 octobre 1981, où il est désarmé à La Spezia à la suite des difficultés financières de son armateur. 
Cédé à la compagnie Marinvest Founds en août 1984, il est renommé Shahrazad et transporte principalement des musulmans effectuant le hajj vers l'Arabie saoudite. Victime d’un grave incendie dans le port de Jeddah le 21 septembre 1985, il est remorqué à l’extérieur du port où il est coulé sur un récif.

## Aménagements
À bord de l‘Avenir, les passagers étaient séparés en deux classes : la classe cabine et la classe économique. En classe cabine les passagers avaient à leur disposition : une salle à manger de 200 couverts, plusieurs salons, un bar avec piste de danse, un bar lido avec piscine, une boutique et un télé-cinéma. Les passagers de la classe économique pouvaient profiter d'un bar, d'une brasserie-cafétéria et d'un télé cinéma.
Les passagers de la classe cabine étaient logés dans 4 cabines de luxe à 2 lits bas, 20 cabines à 2 lits bas, 70 cabines à 2 ou 4 lits superposées, toutes équipées de sanitaires privés et 46 cabines à 3 ou 4 lits avec lavabo. En classe économique, les passagers disposaient de 178 couchettes en compartiments à 4 - 6 ou 8 et de 364 fauteuils Pullman.
La disposition des installations du navire lors de la suite de sa carrière est inconnue.

## Caractéristiques
L‘Avenir mesurait 130 mètres de long pour 18,30 mètres de large, son tonnage était de 6 719 UMS. Sa propulsion était assurée par deux moteurs diesel Fiat B600S développant une puissance de 15 000 chevaux et qui entrainait deux hélices, faisant filer le navire à une vitesse de 21 nœuds. Le navire possédait un garage pouvant contenir 130 véhicules accessible par une porte rampe située à l'arrière de 2,60 mètres de hauteur et de 6 portes latérales. Sa capacité passagers était de 930 passagers. Le car-ferry disposait en outre d'un propulseur d’étrave, d'un stabilisateur Blohm and Voss et Siemens à ailerons rétractables de type Elektrofin et une quille anti-roulis. Le ferry disposait de dix embarcations de sauvetage de taille moyenne.

## Lignes desservies
À la fois sous les couleurs de la Compagnie de navigation mixte comme par la suite de la Compagnie générale transméditerranéenne, l’Avenir a essentiellement desservi Tunis depuis Marseille, puis Alger à partir de 1974.
Entre 1970 et 1973, le navire a également desservi en saison Palma de Majorque et Ibiza, ainsi qu’Alger sous affrètement de la Compagnie Nationale Algérienne de Navigation.
Vendu en 1976 à Trans Tirreno Express, le navire, renommé Espresso Corinto, est affecté sur la ligne Brindisi - Corinthe jusqu'en 1981.
À partir de 1984, le navire est vendu à la compagnie Marinvest Founds et navigue alors en mer Rouge sous le nom de Shahrazad jusqu'à ce qu'il soit détruit par un incendie, en 1985.